# Siergiej Karasiow
Siergiej Karasiow (ur. 26 października 1993 w Sankt Petersburgu) – rosyjski koszykarz grający na pozycji rzucającego obrońcy lub niskiego skrzydłowego, brązowy medalista Letnich Igrzysk Olimpijskich 2012, obecnie zawodnik Chimek Moskwa.

## Kariera klubowa
Siergiej Karasiow rozpoczął swoją profesjonalną karierę koszykarską w 2010. Nieprzerwanie od jej początku reprezentuje barwy rosyjskiego klubu Triumf Lubiercy. Przed podpisaniem profesjonalnego kontraktu i dołączeniem do seniorskiej drużyny tego klubu występował w jego juniorskich drużynach. W debiutanckim sezonie 2010/2011 rozegrał 26 spotkań ligowych w ramach rozgrywek Superligi A, w których zdobywał średnio po 7,8 punktów oraz miał po 2,4 zbiórki na mecz. W kolejnym sezonie zagrał w 22 meczach ligowych, w których zdobywał średnio po 14,1 punktów oraz miał 3,7 zbiórki i 2,5 asysty na mecz. Wystąpił także w 17 spotkaniach rozgrywek EuroChallenge, w których zdobywał średnio po 12,5 punktów oraz miał 3,5 zbiórki i 2,1 asysty na mecz oraz w 17 spotkaniach rozgrywek Bałtyckiej Ligi Koszykówki, w których zdobywał średnio po 14,3 punktów oraz miał 3,3 zbiórki i 2,4 asysty na mecz. W pierwszych z tych rozgrywek wraz ze swoim klubem zajął 3. pozycję. W sierpniu 2012 roku przedłużył kontrakt z klubem Triumf Lubiercy na sezon 2012/2013.
W 2013 wystąpił w meczu wschodzących gwiazd - Nike Hoop Summit. Następnie został wybrany w drafcie NBA przez Cleveland Cavaliers z 19 numerem. 10 lipca 2014, w ramach wymiany trzech klubów, trafił do Brooklyn Nets.
28 czerwca 2019 dołączył do rosyjskiego zespołu Chimki Moskwa.

## Kariera reprezentacyjna
Karasiow jest reprezentantem Rosji w różnych kategoriach juniorskich. Wraz z kadrą do lat 16 w 2009 roku brał udział w mistrzostwach Europy w tej kategorii wiekowej. Rok później wraz z reprezentacją do lat 18 zdobył srebrny medal mistrzostw Europy U-18 (2010). W 2011 roku wziął udział w mistrzostwach świata U-19 (2011), w których, wraz z reprezentacją swojego kraju, zdobył brązowy medal. W 2012 roku zadebiutował w seniorskiej reprezentacji Rosji. Wziął udział w światowym turnieju kwalifikacyjnym, w którym Rosja wywalczyła awans do koszykarskiego turnieju mężczyzn podczas Letnich Igrzyskach Olimpijskich 2012. Podczas igrzysk zagrał w 2 meczach (przeciwko Wielkiej Brytanii oraz Chinom), w których nie zdobył punktu i miał 2 zbiórki. Wraz z reprezentacją swojego kraju zdobył wówczas brązowy medal igrzysk olimpijskich.
Siergiej Karasiow jest synem Wasilija Karasiowa, byłego koszykarza i obecnego trenera klubu Triumf Lubiercy.

## Osiągnięcia
Stan na 28 czerwca 2019, na podstawie, o ile nie zaznaczono inaczej.
Drużynowe
- Brąz:
  - EuroChallenge (2012)
  - VTB (2017, 2018)
- 4. miejsce w VTB (2019)

Indywidualne
- MVP meczu gwiazd VTB (2018)[20]
- Młody Zawodnik Roku VTB (2013)
- Zaliczony do II składu rosyjskiej ligi PBL (2012)
- Lider strzelców:
  - sezonu regularnego Eurocup (2019)
  - ligi rosyjskiej PBL (2013)
- Zwycięzca konkursu rzutów za 3 punkty podczas meczu gwiazd VTB (2017)
- Uczestnik meczu gwiazd:
  - VTB (2017[21], 2018[20])
  - Europy U–18 (2011)[22]

Reprezentacja
- Mistrz Uniwersjady (2013)
- Wicemistrz mistrzostw Europy U–18 (2010)
- Brązowy medalista:
  - olimpijski (2012)
  - mistrzostw świata U–19 (2011)
- Uczestnik mistrzostw Europy:
  - 2013 – 21. miejsce
  - U–16 (2009 – 5. miejsce)